# Paul Meijer
Paul Meijer (* 27. März 1985 in Utrecht) ist ein niederländischer Automobilrennfahrer.

## Karriere
Meijer begann seine Motorsportkarriere 1994 im Kartsport, in dem er bis 2000 aktiv war. Nachdem er 2001 Fünfter im niederländischen Toyota Yaris Cup geworden war, wechselte er 2002 in den Formelsport und startete in der Benelux Formel Ford, in der er den siebten Gesamtrang belegte. 2003 gewann der Rennfahrer den Meistertitel der niederländischen Formel Renault. Außerdem trat er im Formel Renault 2.0 Eurocup an und belegte mit einem Sieg den vierten Gesamtrang. Zusätzlich nahm er an zwei Rennen der World Series Light teil. 2004 blieb der Niederländer im Formel Renault 2.0 Eurocup und wurde Sechster in der Fahrerwertung. Außerdem trat er abermals in der niederländischen Formel Renault an und beendete die Saison auf dem vierten Platz.
2005 trat Meijer nur zu zwei Rennen im deutschen Formel-3-Cup an und wurde 15. in der Fahrerwertung. 2006 nahm er an keiner Rennserie teil. 2007 kehrte er in den Motorsport zurück und ging bei sechs Rennen der nordeuropäischen Formel Renault an den Start. Er stand bei allen Rennen auf dem Podium und erzielte zwei Siege, mit deren Hilfe er den siebten Gesamtrang belegte. 2008 kehrte er zunächst zu sechs Rennen in den Formel Renault 2.0 Eurocup zurück und wurde mit einem Sieg Elfter in der Meisterschaft. Nachdem Nelson Philippe, der reguläre Pilot des von Zakspeed betreuten Teams von Borussia Dortmund in der Superleague Formula, zum dritten Rennwochenende der Saison 2008 in Zolder nicht erschienen war, übernahm Meijer kurzfristig den Rennwagen. Er nutzte seine Chance und erzielte auf Anhieb die Pole-Position und wurde Dritter im ersten Rennen. Anschließend wurde er von Azerti Motorsport für das Auto des Al Ain Clubs für die restliche Saison verpflichtet. Bei seinem ersten Rennwochenende in Estoril gelang ihm ein Sieg beim zweiten Lauf. Zu weiteren Renneinsätzen kam es nicht, da er sich im Training in Vallelunga eine Verletzung des Handgelenks zuzog und somit die restliche Saison ausfiel.
2009 trat er zu einem Rennwochenende der Internationalen Formel Master an und beendete ein Rennen auf dem zweiten Platz. In der Gesamtwertung wurde er Zwölfter. Außerdem nahm er an zwei Rennen der niederländischen GT4-Meisterschaft teil. 2010 wechselte er in den GT4 Europacup und führte die Meisterschaft ein Rennwochenende vor Schluss mit vier Siegen an. Außerdem kehrte er für ein nicht zur Meisterschaft zählenden Rennen in die Superleague Formula zurück. Er startete für das von Alpha Motorsport betreute Team von Atlético Madrid und ein fünfter Platz war sein bestes Resultat.

## Karrierestationen
- 1994–2000: Kartsport
- 2001: Toyota Yaris Cup (Platz 5)
- 2002: Benelux Formel Ford (Platz 7)
- 2003: Niederländische Formel Renault (Meister); Formel Renault 2.0 Eurocup (Platz 4)
- 2004: Niederländische Formel Renault (Platz 4); Formel Renault 2.0 Eurocup (Platz 6)
- 2005: Deutscher Formel-3-Cup (Platz 15)
- 2007: Nordeuropäische Formel Renault (Platz 7)
- 2008: Formel Renault 2.0 Eurocup (Platz 11); Superleague Formula
- 2009: Internationale Formel Master (Platz 12)
- 2010: GT4 Europacup; Superleague Formula